# Scott Kroopf
Stuart Scott Kroopf (* 20. Juni 1951 in Palo Alto, Kalifornien) ist ein US-amerikanischer Filmproduzent.

## Leben
Scott Kroopf wurde als jüngstes Kind eines Arztes in Palo Alto im US-Bundesstaat Kalifornien geboren. Neben seiner älteren Schwester ist er der jüngere Bruder des Drehbuchautors und Filmproduzenten Sandy Kroopf. Noch während seines Studiums an der University of California, Irvine wusste Kroopf nicht, was er einmal werden wollte. Erst ein Literaturkurs mit Professor Robert Cohen brachte seine Leidenschaft für das Drama auf. So schrieb er ein autobiographisches Stück über einen Jungen, der seine Freunde enttäuscht, weil er mit einem drogenabhängigen Mädchen ausgeht. Da er es selbst auch vorspielte, war er dermaßen an der Schauspielerei interessiert, dass er das American Conservatory Theater’s summer acting program in San Francisco besuchte. Nach seinem Abschluss 1973 an der UCI ging er nach Los Angeles, um für einen Theaterzulieferer zu arbeiten. Dies führte dazu, dass er Mitbegründer von Ramama Hollywood wurde, einem Unternehmen, das Theaterstücke in Hollywood produzierte und inszenierte.
Nachdem er durch seinen Bruder einen Job beim Fernsehen erhalten hatte, ging er 1982 als Dramaturg zum Filmproduktionsunternehmen Embassy Pictures. Dort arbeitete er sich nach einigen Jahren zum ausführenden Produzenten hoch und konnte durch den Film Die Killer-Akademie erstmals als ausführender Produzent mitarbeiten. Nachdem er erstmals in Bill & Teds verrückte Reise durch die Zeit und Bill & Ted’s verrückte Reise in die Zukunft als Produzent fungierte, konnte sich Kroopf nach weiteren Filmen wie Jumanji, Last Samurai  und Ohne Limit in Hollywood behaupten.

## Filmografie (Auswahl)
Als Filmproduzent
- 1989: Bill & Teds verrückte Reise durch die Zeit (Bill & Ted’s Excellent Adventure)
- 1990: Mein Kumpel, der Kobold (A Gnome Named Gnorm)
- 1991: Das Gesetz der Macht (Class Action)
- 1991: Bill & Ted’s verrückte Reise in die Zukunft (Bill & Ted’s Bogus Journey)
- 1991: Sommerparadies (Paradise)
- 1992: Betty Lou – Der ganz normale Wahnsinn (The Gun in Betty Lou’s Handbag)
- 1994: Tödliche Geschwindigkeit (Terminal Velocity)
- 1995: Familien-Bande (Roommates)
- 1995: Jumanji
- 1996: Kazaam – Der Geist aus der Flasche (Kazaam)
- 1998: Wunsch & Wirklichkeit (The Proposition)
- 1999: Die Braut, die sich nicht traut (Runaway Bride)
- 2002: They – Sie kommen (They)
- 2003: Last Samurai (The Last Samurai)
- 2004: Riddick: Chroniken eines Kriegers (The Chronicles of Riddick)
- 2005: Die Maske 2: Die nächste Generation (Son of the Mask)
- 2005: Zathura – Ein Abenteuer im Weltraum (Zathura)
- 2007: Enttarnt – Verrat auf höchster Ebene (Breach)
- 2007: Hunting Party – Wenn der Jäger zum Gejagten wird (The Hunting Party)
- 2008: Ein tödlicher Anruf (One Missed Call)
- 2011: Ohne Limit (Limitless)
- 2020: Bill & Ted retten das Universum (Bill & Ted Face the Music)

Als Executive Producer
- 1985: Die Killer-Akademie[1] (Crimewave)
- 1987: Nichts als Ärger mit dem Typ (Outrageous Fortune)
- 1992: Ein Yuppie steht im Wald (Out on a Limb)
- 1995: Mr. Holland’s Opus
- 1996: Run Off (Boys)
- 1996: Wer ist Mr. Cutty? (The Associate)
- 1997: Schneewittchen (Snow White: A Tale of Terror)
- 1997: Gridlock’d – Voll drauf! (Gridlock’d)
- 1998: Hinter dem Horizont (What Dreams May Come)
- 2000: Pitch Black – Planet der Finsternis (Pitch Black)

## Auszeichnungen
- Goldene Himbeere
  - 2006: Schlechtester Film – Die Maske 2: Die nächste Generation (nominiert)
  - 2006: Schlechteste Neuverfilmung oder Fortsetzung – Die Maske 2: Die nächste Generation